# Эвенский язык
Эве́нский язы́к (уст. ламутский) — язык эвенов, близок к эвенкийскому, нанайскому, удэгейскому. Относится к тунгусо-маньчжурской семье.

## Лингвогеография

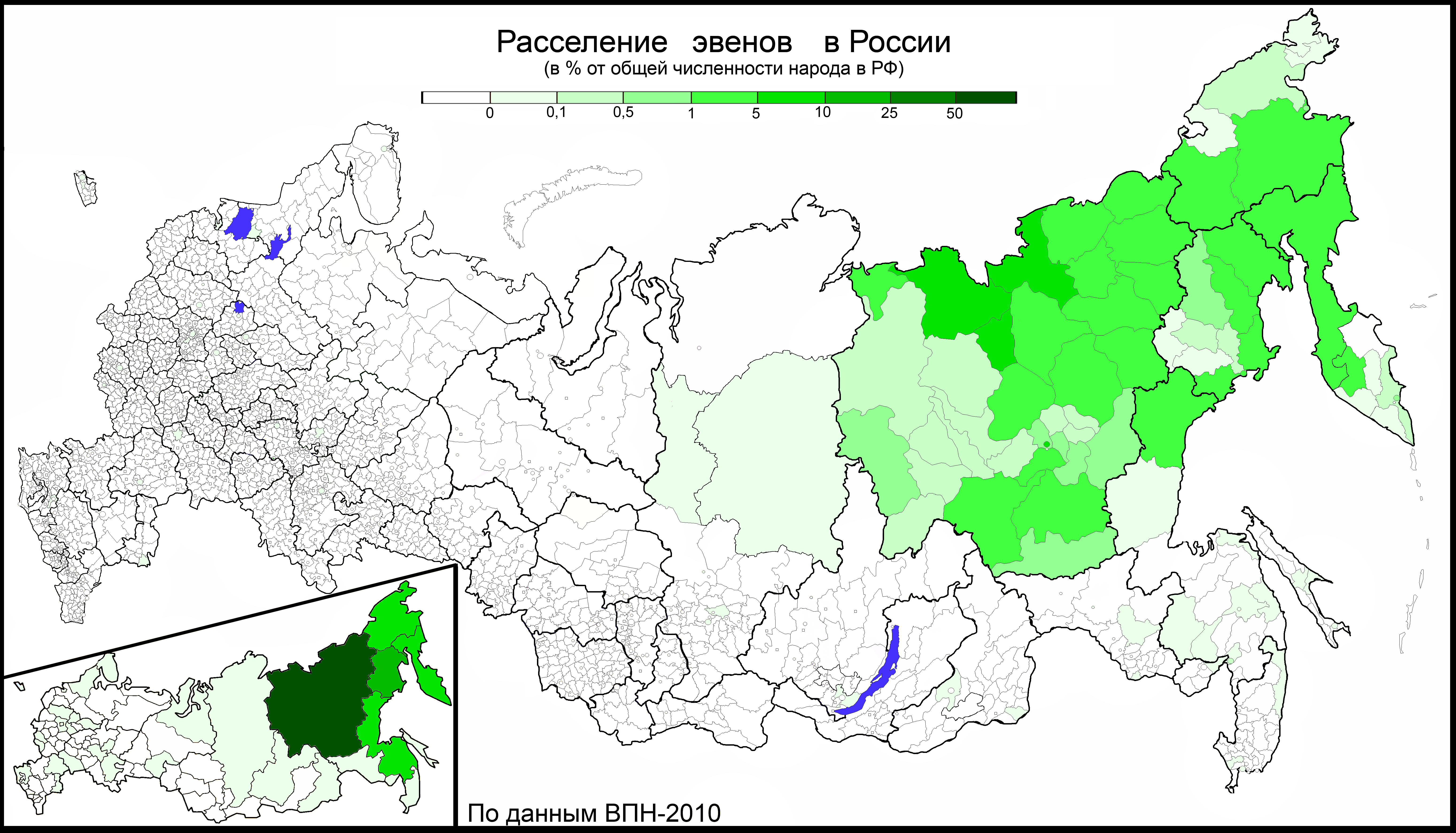
Расселение эвенов в РФ на 2010 год в % от общей численности этого народа в РФ

У языка имеется около 7 000 носителей из этнической популяции эвенов в 17 200 чел. Он распространён на побережье Охотского моря, а также прилегающих районах Якутии и Магаданской области. Живут локальными группами в Якутии (8 670 человек), Магаданской области (3 770 человек), Чукотском (1 340 человек) и Корякском АО (713 человек), Камчатской области (1 490 человек) и Охотском районе Хабаровского края (1 920 человек).
В процессе расселения из Прибайкалья и Забайкалья по Восточной Сибири эвены включили в себя часть юкагиров, впоследствии были подвергнуты частичной ассимиляции якутами. Под влиянием якутского языка сформировалось западное наречие эвенского языка.
В лексике западных говоров отражено якутское и юкагирское, а в говорах Камчатки — корякское языковое влияние; с XVII века в эвенский язык начала проникать русская лексика.
На эвенском языке частично выходят газеты «Абориген Камчатки» (Камчатский край) и «Илкэн» (Якутия). В 1998 г. выполнен перевод на эвенский язык фрагментов Евангелия от Луки (переводчик — В. С. Элрика, редактор — Н. В. Поляков).

### Диалекты
Выделяют восточное, западное (влияние якутского языка) и среднее наречия с рядом диалектов и говоров (всего около 20 взаимопонятных диалектов и говоров): арманский диалект, камчатский говор, охотский говор, ольский говор (восточное наречие, опорный для литературного языка), березовский говор, момский говор и др.
Арманский диалект занимает особое положение, сохраняет ряд архаичных черт, сближающих его с эвенкийским языком.
Классификация диалектов и говоров эвенского языка:
- Западное наречие
  - Аркаинский говор
  - Усть-Майский говор
  - Ульинский диалект
  - Индигирский диалект
    - Оймяконский говор
    - Томпонский говор
    - Момский говор

  - Верхнеколымский диалект
  - Нижнеколымский диалект
  - Аллаиховский диалект
  - Усть-Янский (Булунский) диалект
  - Саккырырский диалект
    - Тюгесирский говор
    - Ламунхинский говоп
- Восточное наречие
  - Камчатский диалект
    - Быстринский говор
    - Олюторский говор

  - Окланский диалект
  - Ольский диалект
    - Пенжинский говор
    - Гижинский говор
    - Ольский говор
    - Тауйский говор
    - Приколымский говор
    - Прианадырские говоры
    - Говор Улахан-Чистайских эвенов

  - Тенькинский диалект
- Арманский диалект †

## Письменность
Письменность создана в 1932 на латинской графической основе, с 1937 — на основе русского алфавита. В 1958 году в дополнении к русскому алфавиту были приняты буквы ӈ, ө, ӫ, в результате алфавит принял современный вид.
Современный эвенский алфавит:
| А а | Б б | В в | Г г | Д д | Е е | Ё ё | Ж ж |
| З з | И и | Й й | К к | Л л | М м | Н н | Ӈ ӈ |
| О о | Ө ө | Ӫ ӫ | П п | Р р | С с | Т т | У у |
| Ф ф | Х х | Ц ц | Ч ч | Ш ш | Щ щ | Ъ ъ | Ы ы |
| Ь ь | Э э | Ю ю | Я я |     |     |     |     |

Долгие гласные обозначаются макроном над соответствующей буквой.

## Лингвистическая характеристика
По грамматическому строю эвенский язык относится к языкам суффиксально-агглютинативного типа. В ольском говоре выделяют 18 согласных и до 20 гласных фонем (в том числе долгие гласные, а также дифтонгоиды иа, ие). Имеет место палатальный и лабиальный сингармонизм. 

### Фонетика и фонология

#### Гласные
Для фонологической системы эвенского языка характерно противопоставление гласных фонем по долготе. Системные противопоставления по долготе согласных отсутствуют.
|         | Передний ряд    | Смешанный       | Задний ряд      |
| ------- | --------------- | --------------- | --------------- |
| Верхние | /i/, /iː/ и, иː |                 | /u/, /uː/ у, уː |
| Верхние | /ɪ/, /ɪː/ и̇, и̇ː | /ʊ/, /ʊː/ у̇, у̇ː |                 |
| Средние | i͡e иэ           | /ə/, /ə:/       | /ɵ/, /ɵː/ ө, өː |
| Средние | /e/, /eː/ э, эː | /ə/, /ə:/       | /o/, /oː/ о̇, о̇ː |
| Нижние  | /ɪa/ æ          |                 |                 |
| Нижние  | /a/, /aː/ а, аː |                 |                 |

Долгие гласные отличаются от кратких большей напряжённостью и более напряжённой артикуляцией. 
Фонемы /i͡e/, /ɪa/ — дифтонгоиды, по степени длительности они приближаются к долгим гласным. Гласные /i/, /iː/, /ɪ/, /ɪː/ после переднеязычных согласных более открыты, средние между русским ы и и. 
В восточных говорах гласные первой сингармоничной группы (твёрдые гласные, или гласные заднего ряда) — /ɪ/, /ɪː/, /ɪa/, /a/, /aː/, /ʊ/, /ʊː/, /o/, /oː/ являются фалингализированными, отличающиеся от нефалингализированных гласных второй группы (мягкие гласные, или гласные переднего ряда) — /i/, /iː/, /i͡e/, /e/, /eː/, /u/, /uː/, /ɵ/, /ɵː/ — большой мускульной напряжённостью в области глотки и дополнительным шумовым эффектом.

#### Гармония гласных
На основе гармонии гласных в слове наблюдается зависимость гласных последующего слога от гласных предыдущего слога. Такая зависимость называется ступенчатой, или слоговой. Гармония гласных предопределила разделение их на два ряда.
Из закона гармонии гласных следует, что если в корне слова имеется гласный заднего ряда, то в последующих суффиксах должны быть гласные этого же ряда. Если же в корне слова имеется гласный переднего ряда, то в последующих суффиксах должны быть гласные этого же ряда. То есть в суффиксах, присоединяемых к основе слова, могут быть гласные лишь той группы, к которой относятся гласные звуки основы: хякитандя-ла (на большой лиственнице), но төӈэр-э-нде-лэ (на большом озере); нам-на (на море), но бэбэ-лэ (в люльке). Таким образом, каждый суффикс имеет два варианта гласных: [a] ⟨а⟩/ [e] ⟨э⟩, [i] ⟨и⟩/ [ɪ] ⟨и̇⟩, [u] ⟨у⟩/ [ʊ] ⟨у̇⟩. Принадлежность узких гласных ⟨и⟩, ⟨ӣ⟩, ⟨у⟩, ⟨ӯ⟩ к тому или иному ряду определяется наличием в слове широких гласных ⟨а⟩, ⟨э⟩ или ⟨ө⟩.

#### Редукция гласных
Во многих говорах в неначальных слогах краткие гласные /a/ и /e/ подвергаются редукции и могут переходит в гласный /ə/ и произносится неявно ы-образно. После согласных t и d гласные /i/, /ɪ/  имеют более открытую артикуляцию и в современной орфографии они передаются через ⟨ы⟩ в этой позиции, но через ⟨и⟩ в другом месте.

#### Согласные
|          |          | Билабиальные | Альвеолярные | Палатальные | Велярные | Увулярные | Фарингальные |
| -------- | -------- | ------------ | ------------ | ----------- | -------- | --------- | ------------ |
| Смычные  | глухие   | /p/ п        | /t/ т        | /t͡ʃ/ ч      | /k/ к    | /q/ (к)   |              |
| Смычные  | звонкие  | /b/ б        | /d/ д        | /d͡ʒ/ з̌      | /g/ г    |           |              |
| Щелевые  | глухие   |              | /s/ с        |             |          |           | /h/ һ        |
| Щелевые  | звонкие  | /w/ в        |              | /j/ й       | /ɣ/ (г)  |           |              |
| Носовые  | Носовые  | /м/ м        | /n/ н        | /ɲ/ н'      | /ŋ/ ӈ    |           |              |
| Боковые  | Боковые  |              | /l/ л        |             |          |           |              |
| Дрожащие | Дрожащие |              | /r/ р        |             |          |           |              |

Особенности артикуляции согласных: /t/ имеет слабое придыхание; /t͡ʃ/, /d͡ʒ/ — близкие к аффрикатам; /w/ — плоскощелевой согласный, напоминающий неслоговый у; /s/ — круглощелевой согласный, звучащий шепеляво, /k/ — в словах с гласными первой сингармонической группы реализуется в увулярном варианте; /g/ — в начале и после согласных реализуется в смычно варианте, а между гласными, перед согласными и в конце слова — в щелевом, /h/ — в сочетании со смягчающими гласными реализуется в щелевом среднеязычном варианте, а с остальными гласными — в фарингальном.
В число согласных литературного языка включаются согласные ф, з, ш, щ, ж, х, ц, которые вошли в язык вместе со словами, усвоенными из русского языка.
В учебной литературе фонема /h/ обозначается русской буквой х; фонемы /d͡ʒ/, /ɲ/ — в конце слова диаграммами дь, нь, в других  позициях — сочетаниями букв д, н с йотированными буквами е, ё, ю, я или буквой и; фонема /j/ в конце слова и перед согласными — буквой й, а в сочетании с последующим гласным — йотированными буквами или буквой и. Длительность гласных фонем не обозначается.

### Морфология
В состав частей речи эвенского языка входят служебные части речи (послелоги, союзы, частицы) и самостоятельные части речи, которые также подразделяются на изменяемые части речи (имена (существительные, прилагательные, числительные, местоимения) и глаголы (собственно глагол, деепричастия и причастия)) и неизменяемые части речи (наречия). У имени 13 падежей, разветвлённая система притяжательных форм (личных, возвратных, со значением отчуждаемой принадлежности). По особенностям спряжения различаются глаголы активного действия, состояния и начинательные.
Имеются свыше 15 видовых и 6 залоговых форм глагола, 6 форм причастий и 8 форм деепричастий, отрицательные и вопросительные глаголы. Определение ставится перед определяемым словом и согласуется с ним по числу и падежу.

#### Существительные
В эвенском языке имена существительные имеют грамматические категории числа, падежа и притяжательности. Эвенские имена существительные категории рода не имеют.
Категория посессивности выражает отношения принадлежности лица или предмета какому-то другому лицу или предмету, отношения части и целого и другие отношения, подчёркивающие связь между предметами.
В предложении имя существительное может быть любым членом предложения — подлежащим, сказуемым, дополнением, определением, обстоятельственным словом, но в первую очередь оно выступает в роли подлежащего и дополнения.
В роли подлежащего существительное в форме именительного падежа находится чаще всего в начале предложения, согласуясь со сказуемым в лице и числе. В роли сказуемого существительное ставится в самом конце предложения, при этом обязательна глагольная связка, которая может опускаться лишь в 3-м лице единственного и множественного числа.
| Основа | Словообразовательные суффиксы | Суффиксы относительной принадлежности | Суффиксы субъективной оценки | Суффикс числа | Суффикс падежа | Суффикс принадлежности |

| Основы на гласные | Основы на гласные | Основы на согласные | Основы на согласные | Основы на -н  | Основы на -н   | Основы на -дь          | Основы на -дь            | Основы на -ч | Основы на -ч     | Основы на -й | Основы на -й         | Основы на -нь       | Основы на -нь          |
| Ед.число          | Мн.число          | Ед.число            | Мн.Число            | Ед.число      | Мн.число       | Ед.число               | Мн.число                 | Ед.число     | Мн.Число         | Ед.число     | Мн.число             | Ед.число            | Мн.число               |
| —                 | -л                | —                   | -ал/-эл/-ил         | -н            | -р             | —                      | -ил                      | —            | -ил              | -            | -л                   | -                   | -л                     |
| ----------------- | ----------------- | ------------------- | ------------------- | ------------- | -------------- | ---------------------- | ------------------------ | ------------ | ---------------- | ------------ | -------------------- | ------------------- | ---------------------- |
| ханӈа ладонь      | ханӈа-л ладони    | ӈал рука            | ӈал-ал руки         | халган ступня | халга-р ступни | хотудь проводник       | хотуд-ил проводники      | бувуч бедняк | бувуч-ил бедняки | ой одежда    | ои-л предметы одежды | —                   | —                      |
| эвтэ лёгкое       | эвтэ-л лёгкие     | бөдэл нога          | бөдэл-эл ноги       | ечэн локоть   | ечэ-р локти    | хөлнэдь гость издалека | хөлнэд-ил гости издалека | эвйэч чавыча | эвйэч-ил чавычи  | бэй человек  | бэи-л люди           | эӈэнь короткий пояс | эӈэни-л короткие пояса |

Примечание. У имён существительных с основой на -н конечный звук основы выступает в качестве единственного числа. При образовании форм множественного числа конечный элемент -н заменяется элементом -р.
В эвенском языке имеются следующие 13 падежей: именительный, винительный, дательный, направительный, местный, продольный, направительно-местный, направительно-продольный, отложительный, исходный, творительный, совместный, назначительный.
| Название падежей          | Вопросительные местоимения            | Вопросительные местоимения             | Вопросительные местоимения                             | Вопросительные местоимения                                | Суффиксы                            |
| Название падежей          | Слова, обозначающие человека          | Слова, обозначающие человека           | Слова, обозначающие животных и неодушевлённые предметы | Слова, обозначающие животных и неодушевлённые предметы    | Суффиксы                            |
| Название падежей          | ед.число                              | мн.число                               | ед.число                                               | мн.число                                                  | Суффиксы                            |
| ------------------------- | ------------------------------------- | -------------------------------------- | ------------------------------------------------------ | --------------------------------------------------------- | ----------------------------------- |
| Именительный              | Ӈи? (Кто? Кто он? Кто она?)           | Ӈие? (Кто они?)                        | Як? (Что? Что это? Что за предмет?)                    | Ял? (Что? Что это? Что за предмет?)                       | -                                   |
| Винительный               | Ӈив? (Кого?)                          | Ӈиев? (Кого (их)?)                     | Яв? (Что?)                                             | Ялбу? (Что?)                                              | -в/-у/-м/-бу                        |
| Дательный                 | Ӈиду? (Кому?)                         | Ӈиеду? (Кому?)                         | Яду? (Чему?)                                           | Ялду? (Чему?)                                             | -ду//-ту                            |
| Направительный            | Ӈитки? (К кому?)                      | Ӈиетки? (К кому?)                      | Ятки? (К чему?)                                        | Ялтаки? (К чему?)                                         | -тки/-таки/-тэки                    |
| Местный                   | Ӈилэ? (У кого?)                       | Ӈиелэ? (У кого?)                       | Яла? (Где? В чём?)                                     | Ялдула? (Где? В чём?)                                     | -ла/-лэ//-дула/-дулэ                |
| Продольный                | Ӈили? (По кому? За кого? Из-за кого?) | Ӈиели? (По кому? За кого? Из-за кого?) | Яли?(По чему? По какому месту?)                        | Ялдули? (По чему? По какому месту?)                       | -ли/-дули                           |
| Направительно -местный    | Ӈиклэ? (До кого?)                     | Ӈиеклэ? (До кого?)                     | Якла? (До чего? До какого места? До какого предмета?)  | Ялакла? (До чего? До какого места? До какого предмета?)   | -кла/-клэ//-акла/-эклэ//-икла/-иклэ |
| Направительно -продольный | Ӈикли? (Мимо кого?)                   | Ӈикли? (Мимо кого?)                    | Якли? (Мимо чего? Мимо каких предметов?)               | Ялакли? (Мимо чего? Мимо каких предметов?)                | -кли/-акли/-экли/-икли              |
| Отложительный             | Ӈидук? (От кого?)                     | Ӈиедук? (От кого?)                     | Ядук? (От чего? Их чего?)                              | Ялдук? (От чего? От каких предметов? Из каких предметов?) | -дук//-тук                          |
| Исходный                  | Ӈигич? (Со стороны кого?)             | Ӈиегич? (Со стороны кого?)             | Ягич? (Со стороны чего?)                               | Ялгич? (Со стороны каких предметов?)                      | -гич/-кич/-ӈич                      |
| Творительный              | Ӈич? (Кем?)                           | Ӈиеч? (Кем?)                           | Яч? (Чем?)                                             | Ялди? (Чем?)                                              | -ч                                  |
| Совместный                | Ӈинюн? (С кем?)                       | Ӈиенюн? (С кем?)                       | Янюн? (С чем?)                                         | Ялнюн? (С чем?)                                           | -нюн                                |
| Назначительный            | Ӈиган? (Кого для него?)               | Ӈиеган? (Кого для него?)               | Яган? (Что для него? В качестве чего для него?)        | Ялган? (Что для него? В качестве чего для него?)          | -га-/-гэ + притяжательные суффиксы  |

## Эвенская литература
На эвенском языке в XX — начале XXI вв. писал ряд писателей и поэтов:
- Кривошапкин, Андрей Васильевич (1941)
- Ламутский, Платон (Степанов, Платон Афанасьевич) (1920—1987)
- Лебедев, Василий Дмитриевич (1934—1982)
- Тарабукин, Николай Саввич (1910—1950)
- Кейметинов-Баргачан, Василий Спиридонович (1941)